# Akimbo
Ne doit pas être confondu avec Akimbo (album).
 (octobre 2024).
Si vous disposez d'ouvrages ou d'articles de référence ou si vous connaissez des sites web de qualité traitant du thème abordé ici, merci de compléter l'article en donnant les références utiles à sa vérifiabilité et en les liant à la section « Notes et références ».

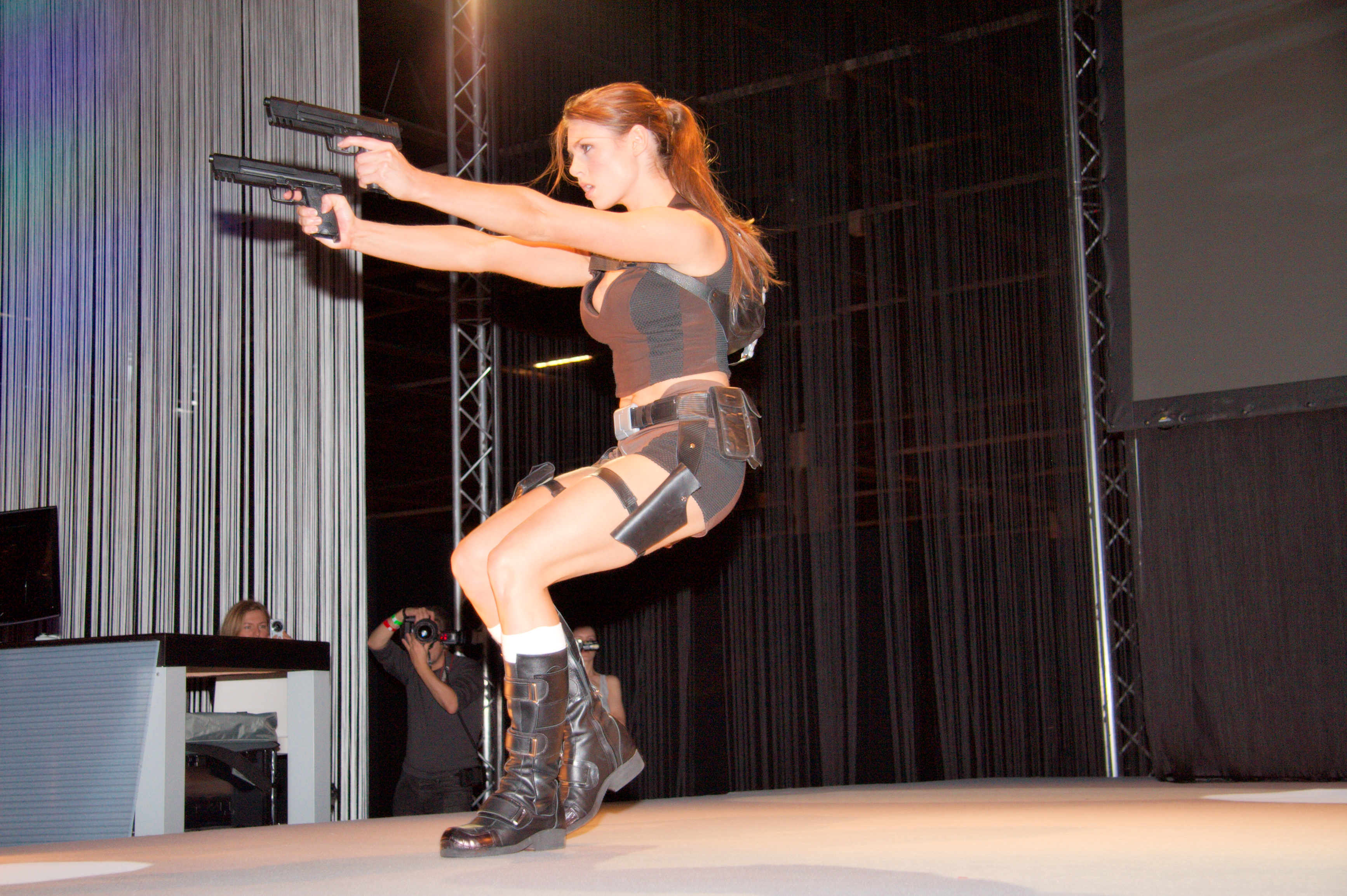
Alison Carroll dans le rôle de Lara Croft en 2008.

Akimbo (anglais : « mains sur les hanches », probablement issu du moyen anglais in kenebowe lui-même issu du vieux norois) est un terme anglophone qui désigne une position mains sur les hanches, coudes vers l'extérieur. Par extension, il fait aussi référence à l'utilisation simultanée et ambidextre de 
deux armes dans les jeux vidéo. Ce sont généralement des pistolets ou des mitraillettes. De telles combinaisons d'armes se trouvent souvent dans les jeux de tir à la première personne sous des noms tels que « Dual Berettas », « Pistolets Akimbo », « Style Akimbo » et autres.

## Histoire
Au cinéma et à la télévision, l'akimbo a été adopté d'abord dans les western spaghetti. Tout au long des années 1970, c'est apparu fréquemment dans les films du réalisateur japonais Kinji Fukasaku ; comme par exemple Gendai yakuza:hito-kiri yota (Okita le pourfendeur : Yakuza moderne, 1972) et Jingi no hakaba (Le Cimetière de la morale, 1975) – (remake de 2002 par Takashi Miike). À la fin des années 1980, il est principalement présenté par le réalisateur chinois John Woo dans des films d'action, mettant principalement en vedette l'acteur Chow Yun-fat, en mettant l'accent sur l'effet dramatique plutôt que sur l'aspect pratique. Utilisé comme dispositif stylistique (fusillades intensives dans les rues étroites et les arrière-cours de Hong Kong dans la nuit, etc.), les productions hollywoodiennes ultérieures y ont également eu recours.
L'un des premiers jeux vidéo à utiliser la technique akimbo est le jeu de tir à la première personne Rise of the Triad, sorti en décembre 1994,. Lara Croft, protagoniste de Tomb Raider, utilise deux pistolets FN Browning Hi-Power, qui ont également été largement utilisés dans les adaptations cinématographiques (dans ces jeux et avant le reboot de 2013, il y avait deux pistolets Heckler & Koch USP Match) et utilisé comme leurre à des fins promotionnelles pour la série.
Dans le jeu vidéo Heavy Metal FAKK 2, publié en 2000, les deux armes peuvent être contrôlées séparément pour la première fois. Dans la série Serious Sam, il existe de nombreuses armes utilisables en akimbo. Dans Serious Sam II, il n'y a que deux revolvers en jeu normal qui peuvent être utilisées en akimbo, mais des mods de la communauté rendent toutes les armes utilisables de cette façon. Dans Grand Theft Auto: San Andreas, sorti en 2004, il est possible de développer une compétence permettant l'akimbo avec certaines armes.
Le jeu vidéo Call of Duty : Modern Warfare 2, développé par Infinity Ward / Activision en novembre 2009, incarne également ce style. Les jeux Wolfenstein: The New Order, Wolfenstein: The Old Blood et Wolfenstein II: The New Colossus
Mais aussi le jeu Decaying Winter (Roblox), où l'on retrouve ce système avec les armes légères du jeux, ou encore les Akimbo Cultist dans le laboratoire, utilisant deux armes distinctes.
Dans le film de 2019 Guns Akimbo, le protagoniste, un nerd de l'informatique joué par Daniel Radcliffe, se retrouve enfermé dans un duel à mort avec deux pistolets boulonnés dans ses mains après avoir affronté les mauvaises personnes en ligne.